# كارل كريست
كارل كريست (بالإنجليزية: Carl Christ) هو اقتصادي أمريكي، ولد في 19 سبتمبر 1923 في شيكاغو في الولايات المتحدة، وتوفي في 21 أبريل 2017 في بالتيمور في الولايات المتحدة.